# Маргарета фон Баден
Вижте пояснителната страница за други личности с името Маргарета фон Баден.
Маргарета фон Баден (на немски: Margarete von Baden; * 1431; † 24 октомври 1457, Ансбах) от род Церинги, е чрез женитба маркграфиня на Бранденбург-Ансбах (12 ноември 1446 – 24 октомври 1457) и на Бранденбург-Кулмбах (1457).

## Произход
Тя е дъщеря на маркграф Якоб I фон Баден (1407 – 1453) и Катарина от Лотарингия (1407 – 1439), дъщеря на Карл II, херцог на Горна Лотарингия.

## Фамилия
През 1446 г. Маргарета се омъжва в Хайлсброн за Албрехт Ахилес (1414 – 1486) от род Хоенцолерн, маркграф на Ансбах. Бракът не е щастлив. Те имат трима сина и три дъщери:
- Урсула (1450 – 1508), ∞ 1467 херцог Хайнрих I фон Мюнстерберг (1448 – 1498)
- Елизабет (1451 – 1524), ∞ 1467 херцог Еберхард II фон Вюртемберг (1447 – 1504)
- Маргарета (1453 – 1509), абатиса на манастир Хоф 1476
- Йохан Цицерон (1455 – 1499), курфюрст на Бранденбург, ∞ 1476 принцеса Маргарета от Саксония (1449 – 1501)

Албрехт Ахилес се жени втори път на 12 ноември 1458 г. за принцеса Анна от Саксония (1437 – 1512).